# كارولين كيبنس
كارولين كيبنس (مواليد 10 نوفمبر 1976) هي كاتبة أمريكية، وكاتبة سيناريو ومؤلفة ومراسلة ترفيهية سابقة. اشتهرت بمسلسلها الروائي " أنت'' الذي يتألف من You (2014) و Hidden Bodies (2016) و You Love Me (2021) والمسلسل القادم من أجلك وأنت فقط (2023)، الذي يكتب من 2018 إلى الوقت الحاضر مع مسلسلات نيتفليكس بنفس الاسم، والرواية المستقلة بروفيدنس (2018).

## حياة مهنية
ولدت كيبنس في نوفمبر 1976 في كيب كود، ماساتشوستس. كان والدها يهوديًا، وتعرف كيبنس بأنها " نصف يهودية ".   في حياتها المبكرة، التحقت بمدرسة بارنستابل الثانوية. بعد التخرج، بدأت دراستها في جامعة براون.  في وقت لاحق، حصلت على درجة البكالوريوس في الحضارة الأمريكية وعملت كمراسلة ترفيهية في Entertainment Weekly . 
في مقابلة مع بوسطن غلوب، صرحت كيبنس إن أول حفلة للكتابة مدفوعة الأجر كانت مقالة عن الفرق الموسيقية، لمجلة Tiger Beat . بالإضافة إلى عملها ككاتبة، قامت بدور شخصية خلفية في المسلسل التلفزيوني The $ treet .